# Ramtane Lamamra

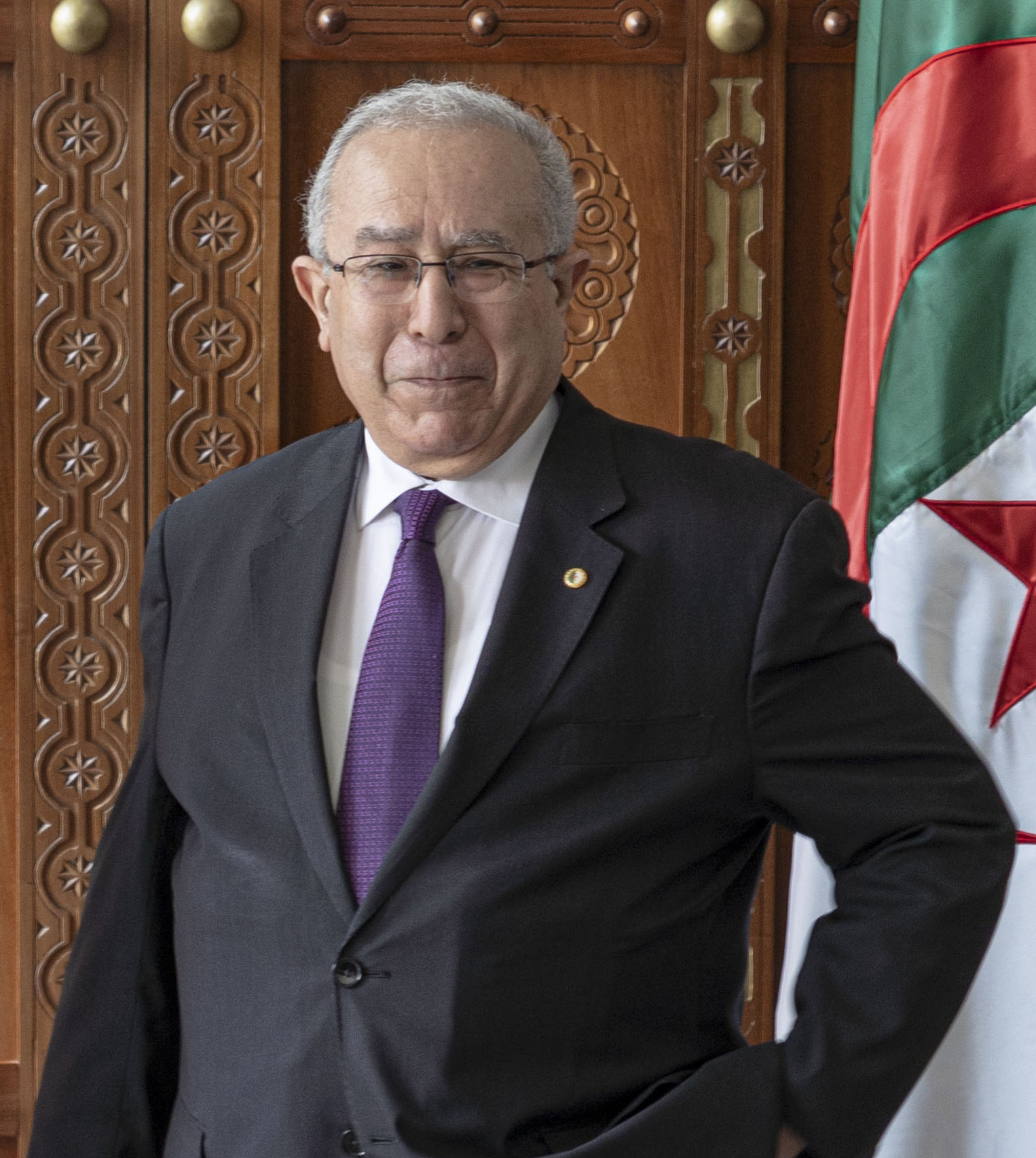
Ramtane Lamamra (2022)

Ramtane Lamamra (arabisch رمطان لعمامرة; * 15. Juni 1952 in Amizour, Provinz Bejaia) ist ein algerischer Politiker und Außenminister der Demokratischen Volksrepublik Algerien von September 2013 bis Mai 2017 sowie kurzzeitig im März 2019.

## Leben
Lamamra besuchte die National School of Administration (Diplomatic Section). Er war algerischer Botschafter in Portugal, den USA, Österreich, Äthiopien und in Dschibuti. Er diente als Ständiger Vertreter bei der Internationalen Atomenergiebehörde und der UNIDO. Er war Ständiger Vertreter Algeriens bei den Vereinten Nationen in New York, in der Wirtschaftskommission für Afrika (ECA) und in der Organisation für Afrikanische Einheit (OAU) in Addis Abeba. Vom 1. August 2005 bis zum 7. Juli 2007 war er Staatssekretär im algerischen Außenministerium. Er war seit 2007 Kommissar für Frieden und Sicherheit in der Afrikanischen Union.
Am 11. September 2013 ernannte Algeriens Präsident Abd al-Aziz Bouteflika Lamamra im Rahmen einer Kabinettsumbildung zum Außenminister.
Dieses Amt hatte er bis Mai 2017 inne.
Lamamra ist verheiratet und hat ein Kind.

## Auszeichnungen
Seit 2006 ist Lamamra Träger des Großkreuzes des Verdienstordens Portugals. Im Jahr 2013 wurde er Kommandeur des Nationalordens Nigers.